# Tim Hughes
Tim Hughes (Londen, 23 juli 1978) is een Brits christelijke artiest, aanbiddingsleider, liedjesschrijver en anglicaanse priester.

## Biografie
Tim Hughes is de zoon van een anglicaanse priester, en was betrokken bij de Soul Survivor Watford Kerk in Engeland, waar hij aanbiddingsleider was. Ook is hij betrokken bij het trainen van aanbiddingsleiders en musici als fulltime staffmedewerkers van Soul Survivor. Tim Hughes geniet grote bekendheid in de christelijke jongerenwereld. Van medio 2005 tot april 2015 zijn Tim Hughes en zijn vrouw Rachel betrokken bij Holy Trinity Brompton (HTB) in Londen, een invloedrijke anglicaanse kerk met een sterk evangelicaal karakter. Hughes was daar 'Director of Worship'. Samen met Al Gordon leidt hij Worshipcentral, een school voor aanbiddingsleiders, muzikanten en 'aanbidders'.
Tim Hughes heeft sinds 2001 zes albums onder zijn eigen naam uitgebracht. Daarnaast is hij op diverse andere (live)worship albums waaronder een aantal van Soul Survivor te horen. Het nummer Here I Am to Worship van de gelijknamige CD heeft een Dove Award gewonnen en is uitgegroeid tot een populair aanbiddingslied. Artiest Michael W. Smith droeg bij aan de populariteit van het lied door het op zijn album "Worship Again" te plaatsen, een jaar nadat het origineel werd uitgebracht.
In 2009 werd hij zelf tot angelicaans priester geordend in de londense St Paul's Cathedral.
In 2015 werd hij door HTB church uitgezonden om in Birmingham een nieuwe kerk te op te richten en die als priester te gaan leiden.

## Discografie

### Muziek
- Reward (met Martyn Layzell - 1999)
- Here I Am to Worship (2001)
- When Silence Falls (2004)
- Holding Nothing Back (2007)
- Happy Day (2009)
- Love Shine Through (2011)
- Pocketful of Faith (2015)